# Filip Kljajić
Filip Kljajić (Servisch: Филип Кљајић) (Belgrado, 16 augustus 1990) is een Servisch voetballer die als doelman speelt bij Omiya Ardija.

## Clubcarrière
Kljajić begon zijn carrière in 2008 bij Hajduk Beograd. Kljajić speelde tussen 2009 en 2013 voor Šumadija Arandjelovac, FK Metalac Gornji Milanovac en FK Rad. Hij tekende in 2014 bij FK Partizan. Met deze club werd hij in 2015 en 2017 kampioen van Servië.

## Interlandcarrière
Kljajić maakte op 29 september 2016 zijn debuut in het Servisch voetbalelftal tijdens een vriendschappelijke wedstrijd tegen Qatar.